# Eduardo Elordi
Eduardo Elordi (Mercedes, 16 de julio de 1868-Buenos Aires, 11 de febrero de 1938) fue un político argentino que se desempeñó como gobernador del Territorio Nacional del Neuquén por cuatro períodos consecutivos entre 1906 y 1918. Desde entonces, se desempeñó como director general de Territorios Nacionales hasta su fallecimiento en 1938. En 1926, fue interventor del Territorio Nacional de Río Negro.

## Biografía
Nació en Mercedes (provincia de Buenos Aires) en 1868, creciendo en la provincia de Tucumán. Fue secretario de la gobernación de Tucumán y, en 1905, asumió como diputado nacional por dicha provincia.
A comienzos de 1906 fue designado secretario de la gobernación del Neuquén, y en agosto del mismo año, fue designado gobernador del Territorio Nacional del Neuquén por el presidente José Figueroa Alcorta, sucediendo a Carlos Bouquet Roldán. Permaneció en el cargo por cuatro períodos consecutivos, hasta 1918. Durante su gestión, se llevaron a cabo las obras de irrigación del río Limay, se expandió la red de caminos y la red ferroviaria se extendió hasta Zapala, sin llegar a Chile como estaba previsto. En 1915, se reorganizó el territorio en 16 departamentos.
Al finalizar su cargo en Neuquén, fue designado director general de Territorios Nacionales en el Ministerio del Interior de la Nación, cargo que desempeñaba al momento de su fallecimiento en febrero de 1938.
En 1926, había sido designado interventor del Territorio Nacional de Río Negro por el presidente Marcelo T. de Alvear, luego de que el entonces gobernador Alfredo Viterbori fuera acusado de «malversación de fondos públicos e irregularidades administrativas» y su secretario solicitara una investigación al Gobierno Nacional. A los pocos meses, entregó el mando al nuevo gobernador, León Quaglia.